# Curt Hennig
Curtis Michael "Curt" Hennig (Robbinsdale, 28 de março de 1958 - Tampa, 10 de fevereiro de 2003), mais conhecido por Curt Hennig ou Mr. Perfect, foi um lutador de wrestling profissional estadunidense. Hennig competiu por Total Nonstop Action Wrestling, World Wrestling Federation, World Championship Wrestling e muitas outras empresas de wrestling.

## Morte
Em 10 de fevereiro de 2003, Hennig foi encontrado morto no quarto de um hotel, na Flórida. A perícia investigou e declarou que a causa da morte de Hennig foi a intoxicação por cocaína. Os analgésicos contribuíram e facilitaram a sua morte. Foi considerada uma grande perda, pois este era um dos melhores lutadores da WWE.

## Hall of Fame
Wade Boggs, personalidade no wrestling e amigo de Hennig, o introduziu no WWE Hall of Fame, em 31 de março de 2007. Sua esposa, seus filhos e seus pais estiveram na cerimônia.

## No Wrestling
- Movimentos de finalização
  - Perfect-plex/ Hennig-plex (Bridging Fisherman Suplex)[3]

- Movimentos secundários
  - Figure-Four Leglock
  - Dropkick (às vezes da corda mais alta)
  - Snapmare seguido de um Rolling Neck Snap
  - The Axe (Running Forearm Smash)
  - Kneebar to Knee Breaker
  - Leg Drop sobre o abdomén do oponente
  -  Inverted Atomic Drop